# Motor K Renault
El Motor K Renault es un motor que ha sido desarrollado y producido por Renault desde mediados de la década de 1990. Es un motor de combustión interna, de cuatro tiempos y cuatro cilindros en línea agujereados directamente en un bloque de hierro, refrigerado por agua, con árboles de levas accionados por una correa de distribución dentada, con una culata de aluminio y válvulas en cabeza. Apareció en el Mégane. Este motor está disponible en versiones de gasolina y Diésel, con 8 o 16 válvulas.

## Historia
El motor K es una evolución del motor Energy, basado a su vez en el veterano motor Cléon-Fonte conviviendo con ambos durante algún tiempo. Sobre la base del motor Cléon-Fonte la familia Energy había incorporado ya culatas con cámaras semiesféricas y árbol(es) de levas en cabeza accionados por correa dentada. El motor K mantiene la distribución en cabeza de los Energy y como novedad rompe con la tradición de utilizar camisas extraíbles de sus antecesores llevando los cilindros mecanizados directamente en el bloque de hierro. El primer motor K aparece en el Megane I, se le denomina K7M y posee una cilindrada de 1598 cm³ y una culata de 8 válvulas.

## Versiones de gasolina
En Latinoamérica, desde su lanzamiento Sandero I y II llevaron las motorizaciones K7M y K4M, que en la región también se extendió a Sandero 2 y Logan 2; y se instala en la longeva Kangoo VLL (versión restyling de la Kangoo 1) fabricada en la planta de Santa Isabel Argentina. Este motor es la base de los productos regionales de Renault, habiendo equipado también al Mégane y Scénic 1 argentinos y al Megane 2 manufacturado en Brasil entre otros productos, en detrimento de motorizaciones más modernas y eficientes.
La particularidad de los motores K4J y K4M es que tienen una culata de 16 válvulas similar a la de los motores F (F4P y F4R), en los motores de K4J y K4M comparten el mismo kit de distribución y hasta la bomba de agua que los motores F 16 válvulas (F4P y F4R).

### KxJ (1.4 L)
El motor K tiene una versión de 1,4l. y 16 válvulas llamada K4J, montada en el Mégane II y Clio II, que también equipa a los Clio III, Scénic II y Modus. Una versión de 1,4l. y 8 válvulas llamada K7J será comercializada para reemplazar al motor Energy de 1,4l. del Clio II y de los Dacia Logan I y Sandero I.
El KxJ tiene una cilindrada de 1390 cm³, con un diámetro de 79,5 mm (3,13 pulgadas) y una carrera de 70 mm (2,76 pulgadas). Todos cuentan con inyección multipunto catalizador.
|  | En Producción |

| Tabla de los motores K de 1.4 L | Tabla de los motores K de 1.4 L | Tabla de los motores K de 1.4 L | Tabla de los motores K de 1.4 L   | Tabla de los motores K de 1.4 L                                      |
| Versión                         | K7J                             | K4J                             | K4J                               | K4J                                                                  |
| ------------------------------- | ------------------------------- | ------------------------------- | --------------------------------- | -------------------------------------------------------------------- |
| Lanzamiento                     | -                               | -                               | -                                 | -                                                                    |
| Modelo                          | K7J                             | K4J                             |                                   |                                                                      |
| Distribución                    | SOHC 8 válvulas                 | DOHC 16 válvulas                | DOHC 16 válvulas                  | DOHC 16 válvulas                                                     |
| Relación de compresión          | 9.7:1                           | 10.0:1                          | 10.0:1                            | 10.0:1                                                               |
| Potencia máxima                 | 75 CV (55 kW) @5500 rpm         | 80 CV (59 kW) @6000 rpm         | 95 CV (70 kW) @6000 rpm           | 98 CV (72 kW) @6000 rpm                                              |
| Par motor                       | 110 Nm @ 3000 rpm               | 124 Nm @ 3750 rpm               | 127 Nm @ 3750 rpm                 | 127 Nm @ 3750 rpm                                                    |
| Normativa de anticontaminación  | Euro 3, Euro 4                  | Euro 3                          | Euro 2                            | Euro 2, Euro 3, Euro 4                                               |
| Usos                            | Sandero 1 Logan 1               | Renault Megane II               | Renault Megane I Renault Scenic I | Renault Clio II Renault Clio III Renault Megane II Renault Scenic II |
| Código vehículo                 | LSOA LSOCD LSOE LSOG            | LSO-                            |                                   |                                                                      |

### KxM (1.6 L)
En 1998, al motor K7M se le coloca una culata de 16 válvulas y se monta en el Laguna I Fase 2, lo que da lugar al motor K4M. Este nuevo motor sustituye al motor F de 1,8l. del Laguna I fase I y también equipará al Clio II, Clio III, Megane I Fase 2, Mégane II, Mégane III, Scénic I, Scénic II, Scénic III, Laguna II, Laguna III, Modus y Twingo II RS. El motor K4M equipa a los Twingo II RS y desarrollan 133 CV (98 kilovatios).
El KxM tiene una cilindrada de 1598 cm³, con un diámetro de 79,5 mm (3,13 pulgadas) , un diámetro sin camisa de 90 mm y una carrera de 80,5 mm (3,17 pulgadas). Todos cuentan con inyección multipunto y catalizador.
El tipo de aceite de motor es ACEA A2/A3 o API-SL 15w40-15w50.
|  | En Producción |

| Tabla de los motores K de 1.6 L | Tabla de los motores K de 1.6 L | Tabla de los motores K de 1.6 L                   | Tabla de los motores K de 1.6 L     | Tabla de los motores K de 1.6 L    | Tabla de los motores K de 1.6 L                        | Tabla de los motores K de 1.6 L                       | Tabla de los motores K de 1.6 L                  | Tabla de los motores K de 1.6 L | Tabla de los motores K de 1.6 L | Tabla de los motores K de 1.6 L | Tabla de los motores K de 1.6 L | Tabla de los motores K de 1.6 L                | Tabla de los motores K de 1.6 L |
| Tipo de motor                   | K7M                             | K7M                                               | K7M                                 | K7M                                | K4M                                                    | K4M                                                   | K4M                                              | K4M                             | K4M                             | K4M                             | K4M                             | K4M RS                                         | K4M RS                          |
| ------------------------------- | ------------------------------- | ------------------------------------------------- | ----------------------------------- | ---------------------------------- | ------------------------------------------------------ | ----------------------------------------------------- | ------------------------------------------------ | ------------------------------- | ------------------------------- | ------------------------------- | ------------------------------- | ---------------------------------------------- | ------------------------------- |
| Lanzamiento                     | 1995                            | 1995                                              | 1995                                | 1995                               | 1998                                                   | 1998                                                  | 1998                                             | 1998                            | 1998                            | 1998                            | 1998                            | 1998                                           | 1998                            |
| Índice del motor                | K7M 710                         | K7M 702/703                                       |                                     | K7M 812                            |                                                        |                                                       |                                                  |                                 |                                 |                                 | K4M 790                         |                                                |                                 |
| Distribución                    | SOHC 8 válvulas                 | SOHC 8 válvulas                                   | SOHC 8 válvulas                     | SOHC 8 válvulas                    | DOHC 16 válvulas                                       | DOHC 16 válvulas                                      | DOHC 16 válvulas                                 | DOHC 16 válvulas                | DOHC 16 válvulas                | DOHC 16 válvulas                | DOHC 16 válvulas                | DOHC 16 válvulas                               | DOHC 16 válvulas                |
| Relación de compresión          | 9.7:1                           | 9.7:1                                             | 9.7:1                               | 9.7:1                              | 10.0:1                                                 | 10.0:1                                                | 10.0:1                                           | 10.0:1                          | 10.0:1                          | 10.0:1                          | 10.0:1                          | 11.0:1                                         | 11.0:1                          |
| Potencia máxima                 | 86 CV (63 kW) @5500 rpm         | 90 CV (66 kW) @5000 rpm                           | 87 CV (64 kW) @5000 rpm             | 82 CV (60 kW) @5000 rpm            | 107 CV (79 kW) @5750 rpm                               | 112 CV (82 kW) @6000 rpm                              | 110 CV (81 kW) @6000 rpm                         | 101 CV (74 kW) @5500 rpm        | 88 CV (65 kW) @5000 rpm         | 95 CV (70 kW) @5000 rpm         | 105 CV (77 kW) @5750 rpm        | 133 CV (98 kW) @6750 rpm                       | 128 CV (94 kW) @6750 rpm        |
| Par motor                       | 13 kg·m (127 N·m) @3000 rpm     | 137 Nm @ 4000 rpm                                 | 128 Nm @ 3000 rpm                   | 134 Nm @ 2800 rpm                  | 148 Nm @ 3750 rpm                                      | 151 Nm @ 4250 rpm                                     | 151 Nm @ 4250 rpm                                | 148 Nm @ 4250 rpm               | 140 Nm @ 3000 rpm               | 148 Nm @ 3750 rpm               | 148 Nm @ 3750 rpm               | 160 Nm @ 4400 rpm                              | 155 Nm @ 4250 rpm               |
| Normativa de anticontaminación  |                                 | Euro 2                                            | Euro 4                              | Euro 5                             | Euro 2, Euro 3                                         | Euro 3                                                | Euro 4                                           | Euro 4, Euro 5                  | Euro 4                          | Euro 2, Euro 3, Euro 4          | Euro 4, Euro 5                  | Euro 4, Euro 5                                 | Euro 5                          |
| Usos                            | Logan 1 Sandero 1               | Renault Megane I Renault Scenic I Renault Clio II | Logan 1 Sandero 1 Renault Kangoo II | Sandero 1 Dacia Lodgy Dacia Dokker | Megane I Megane II Scenic I Clio II Laguna I Laguna II | Megane II Scenic II Clio III Renault Modus Laguna III | Megane III Renault Fluence Scenic III Laguna III | Megane III                      | Clio III Renault Modus          | Kangoo I                        | Kangoo II Dacia Duster          | Twingo II RS Twingo II RS Gordini Renault Wind | Clio III GT                     |
| Tipo                            | LSOB LSOD LSOF LSOH             |                                                   |                                     |                                    |                                                        |                                                       |                                                  |                                 |                                 |                                 | LSOM                            |                                                |                                 |

## Versiones Diésel

### K9K (1.5 L)
El motor K también tiene una versión Diésel de 1461 cm³, llamada K9K, comúnmente conocida como 1.5 dCi, que apareció en el Clio II Fase II, para reemplazar al F9Q. Este motor está equipado con una inyección directa de riel común y alta presión.
En Latinoamérica equipó a Clio II local, al Mégane y a la Kangoo I.
El K9K tiene una cilindrada de 1461 cm³, con un diámetro de 76 mm (2,99 pulgadas) y una carrera de 80,5 mm (3,17 pulgadas). Todos tienen una distribución SOHC 8 válvulas y catalizador.
| Relación de compresión | Potencia máxima                   | Par motor         | Alimentación                                       | Normativa de anticontaminación | Usos |
| ---------------------- | --------------------------------- | ----------------- | -------------------------------------------------- | ------------------------------ | --- |
| 17.9:1                 | 60 CV (44 kilovatios) @ 4000 rpm  | 130 Nm @ 2000 rpm | Inyección directa, common-rail, turbo              | Euro 4                         | Renault Kangoo I |
| 17.9:1                 | 64 CV (47 kilovatios) @ 3750 rpm  | 160 Nm @ 1900 rpm | Inyección directa, common-rail, turbo              | Euro 4                         | Renault Twingo II |
| 18.0:1                 | 65 CV (48 kilovatios) @ 4000 rpm  | 160 Nm @ 2000 rpm | Inyección directa, common-rail, turbo              | Euro 3                         | Renault Clio II Renault Modus Nissan Micra III |
| 18.8:1                 | 68 CV (50 kilovatios) @ 4000 rpm  | 160 Nm @ 2000 rpm | Inyección directa, common-rail, turbo              | Euro 4                         | Renault Clio II Renault Clio III Renault Modus Renault Kangoo I Renault Kangoo II Nissan Micra III Nissan Note I Dacia Logan I Dacia Sandero I                                                             |
| 18.8:1                 | 75 CV (55 kilovatios) @ 3750 rpm  | 180 Nm @ 1750 rpm | Inyección directa, common-rail, turbo              | Euro 5                         | Renault Twingo II Renault Clio III Renault Modus Renault Kangoo II Dacia Logan I Dacia Sandero I |
| 18.8:1                 | 75 CV (55 kilovatios) @ 3750 rpm  | 200 Nm @ 1750 rpm | Inyección directa, common-rail, turbo              | Euro 5, Euro 6                 | Renault Clio IV Renault Kangoo II Dacia Logan II Dacia Sandero II Dacia Dokker |
| 18.8:1                 | 82 CV (60 kilovatios) @ 4000 rpm  | 185 Nm @ 2000 rpm | Inyección directa, common-rail, turbo, intercooler | Euro 3                         | Renault Clio II Renault Megane II Renault Kangoo I Renault Scenic II Nissan Micra III |
| 18.8:1                 | 85 CV (63 kilovatios) @ 4000 rpm  | 200 Nm @ 2000 rpm | Inyección directa, common-rail, turbo, intercooler | Euro 4                         | Renault Clio III Renault Modus Renault Megane II Renault Kangoo I Renault Kangoo II Renault Scenic II Dacia Logan I Dacia Sandero I Nissan Micra III Nissan Note I                                         |
| 17.9:1                 | 88 CV (65 kilovatios) @ 4000 rpm  | 200 Nm @ 1750 rpm | Inyección directa, common-rail, turbo, intercooler | Euro 5                         | Renault Clio III Renault Megane III Renault Kangoo I Dacia Logan I Dacia Sandero I Dacia Duster Renault Modus Nissan Note I Nissan NV200                                                                   |
| 17.9:1                 | 90 CV (66 kilovatios) @ 4000 rpm  | 220 Nm @ 1750 rpm | Inyección directa, common-rail, turbo, intercooler | Euro 6                         | Renault Clio IV Renault Captur Renault Megane III Renault Megane IV Renault Kangoo II Renault Scenic III Dacia Duster Dacia Dokker Dacia Lodgy Dacia Logan II Dacia Sandero II Nissan Micra V Nissan NV200 |
| 17.9:1                 | 95 CV (70 kilovatios) @ 4000 rpm  | 240 Nm @ 1750 rpm | Inyección directa, common-rail, turbo, intercooler | Euro 6                         | Renault Megane IV Renault Scenic III Renault Scenic IV |
| 15.6:1                 | 100 CV (74 kilovatios) @ 4000 rpm | 200 Nm @ 1900 rpm | Inyección directa, common-rail, turbo, intercooler | Euro 3                         | Renault Clio II Renault Megane II Renault Scenic II |
| 15.6:1                 | 103 CV (76 kilovatios) @ 4000 rpm | 240 Nm @ 2000 rpm | Inyección directa, common-rail, turbo, intercooler | Euro 4                         | Nissan Note Nissan Qashqai I |
| 15.6:1                 | 105 CV (77 kilovatios) @ 4000 rpm | 240 Nm @ 2500 rpm | Inyección directa, common-rail, turbo, intercooler | Euro 4                         | Renault Clio III Renault Modus Renault Megane II Renault Scenic II Renault Scenic III Renault Kangoo I Renault Kangoo II Nissan Qashqai I Dacia Lodgy Dacia Duster                                         |
| 15.2:1                 | 110 CV (81 kilovatios) @ 4000 rpm | 240 Nm @ 2000 rpm | Inyección directa, common-rail, turbo, intercooler | Euro 5                         | Renault Megane III Renault Scenic III Renault Laguna III Renault Kangoo II Nissan Cube III Nissan NV200 Nissan Qashqai I Nissan Juke Dacia Duster                                                          |
| 15.6:1                 | 110 CV (81 kilovatios) @ 4000 rpm | 260 Nm @ 1750 rpm | Inyección directa, common-rail, turbo, intercooler | Euro 6                         | Renault Megane III Renault Megane IV Renault Laguna III Renault Talismán Renault Scenic III Renault Scenic IV Renault Captur Renault Kadjar Dacia Duster Nissan NV200 Nissan Juke Nissan Qashqai II        |